# Liga de Campeones de Baloncesto de las Américas 2022-23
La temporada 2022-23 de la Liga de Campeones de Baloncesto de las Américas (oficialmente y en inglés Basketball Champions League Americas) fue la cuarta edición del torneo continental de FIBA para la región Américas y recibió a 12 equipos de siete países de la región.

## Equipos participantes
| País              | Equipo                        | Vía de clasificación |
| ----------------- | ----------------------------- | --- |
| Argentina 3 cupos | Instituto Quimsa Obras Basket | Campeón de la Liga Nacional de Básquet 2021-22 Subcampeón de la Liga Nacional de Básquet 2021-22 Invitado                |
| Brasil 3 cupos    | Franca Flamengo Minas TC      | Campeón del Novo Basquete Brasil 2021-22 Subcampeón del Novo Basquete Brasil 2021-22 3° del Novo Basquete Brasil 2021-22 |
| Canadá 1 cupo     | Brampton Honey Badgers        | Campeón de la Canadian Elite Basketball League 2022                                                                      |
| Chile 1 cupo      | Universidad de Concepción     | Campeón de la Liga Nacional de Básquetbol 2022                                                                           |
| México 1 cupo     | Libertadores de Querétaro     | Invitado |
| Nicaragua 1 cupo  | Real Estelí                   | Campeón de la Liga Superior de Baloncesto 2022                                                                           |
| Uruguay 2 cupos   | Biguá Peñarol                 | Campeón de la Liga Uruguaya de Básquetbol 2021-22 Subcampeón de la Liga Uruguaya de Básquetbol 2021-22                   |

## Formato de competencia
La temporada 2022-2023 de BCL Americas inició el 9 de diciembre. La fase de grupos se jugará en diciembre, enero y febrero para un total de 36 partidos. Cada equipo tendrá la oportunidad de albergar a su grupo. Los dos mejores equipos de cada grupo avanzarán al Final 8 que se jugará en marzo. Allí los equipos se ubicarán según el récord y los clasificados del Grupo A, se enfrentarán a los del Grupo B y los provenientes del Grupo C contra los del Grupo D, en series al mejor de tres partidos. Los ganadores clasificarán al Final 4, a realizarse el 14 y 15 de abril.
El procedimiento para sortear los grupos fue de la siguiente manera: 
Los equipos fueron colocados en cuatro bombos. En el primero se juntaron los equipos líderes en sus ligas locales: Instituto (ARG), Franca (BRA) y Biguá (URU), como cabezas de serie. En el segundo, los dos equipos brasileños restantes, Flamengo y Minas. En el tercero, los otros dos clubes argentinos, Obras y Quimsa, y en el cuarto, los dos equipos finales, Peñarol (URU) y Universidad de Concepción (CHI). Se estableció que no podrían formar parte del mismo grupo dos clubes del mismo país. El Grupo A fue previamente asignado por razones geográficas y logísticas. Allí quedaron ubicados los equipos Real Estelí (NCA), Honey Badgers (CAN) y Libertadores de Querétaro (MEX), de manera que en el sorteo se definieron los Grupos B, C y D.
Los ocho equipos que superen la fase de grupos se enfrentarán en esta instancia en series al mejor de 3 juegos y los ganadores avanzarán al Final 4, a realizarse el 14 y 15 de abril.
Estos fueron los resultados del sorteo:
| Grupo A                   | Grupo B  | Grupo C   | Grupo D                   |
| ------------------------- | -------- | --------- | ------------------------- |
| Real Estelí               | Biguá    | Instituto | Franca                    |
| Brampton Honey Badgers    | Quimsa   | Flamengo  | Obras Basket              |
| Libertadores de Querétaro | Minas TC | Peñarol   | Universidad de Concepción |

### Ventanas
Primera ventana
- Grupo A: Auditorio José María Arteaga, Querétaro, México, del 9 al 11 de diciembre de 2022.
- Grupo B y C: Palacio Peñarol, Montevideo, Uruguay, del 12 al 14 de diciembre de 2022.
- Grupo D: Casa del Deporte, Concepción, Chile, del 9 al 11 de diciembre de 2022.

Segunda ventana
- Grupo A: Polideportivo Alexis Argüello, Managua, Nicaragua, del 16 al 18 de enero de 2023.
- Grupo B: Arena Minas Tênis Clube, Belo Horizonte, Brasil, del 16 al 18 de enero de 2023.
- Grupo C:Gimnasio Maracanãzinho, Río de Janeiro, Brasil del 13 al 15 de enero de 2023.
- Grupo D: Estadio Obras Sanitarias, Buenos Aires, Argentina del 13 al 15 de enero de 2023.

Tercera ventana
- Grupo A: CAA Centre, Brampton, Canadá, del 7 al 9 de febrero de 2023.
- Grupo B: Estadio Ciudad de Santiago del Estero, Santiago del Estero, Argentina, del 3 al 5 de febrero de 2023.
- Grupo C: Gimnasio Ángel Sandrín, Córdoba, Argentina, del 6 al 8 de febrero de 2023.
- Grupo D: Pedrocão, Franca, Brasil, del 3 al 5 de febrero de 2023.

Final 8
- Cuartos de final: 4 al 12 de marzo de 2023.
- Semifinales: abril de 2023.
- Final y partido por el tercer puesto: abril de 2023.

## Primera ronda

### Grupo A[5]
| Pos. | Equipo                    | Pts | PJ | PG | PP | PF  | PC  | Dif |
| ---- | ------------------------- | --- | -- | -- | -- | --- | --- | --- |
| 1.   | Libertadores de Querétaro | 11  | 6  | 5  | 1  | 595 | 534 | 61  |
| 2.   | Real Estelí               | 10  | 6  | 4  | 2  | 577 | 551 | 26  |
| 3.   | Brampton Honey Badgers    | 6   | 6  | 0  | 6  | 527 | 614 | -87 |

|  | Clasificados a la siguiente fase del torneo. |

Primera ventana
| 9 de diciembre de 2022 | Libertadores                                                          | 99–83                | Honey Badgers                                                          | Querétaro                              |  |
|                        | Parciales: 26–13, 21–21, 24–20, 28-29                                 |                      |                                                                        |                                        |  |
|                        | Estadísticas Ismael Romero (26) Javier Mojica (9) Trahson Burrell (8) | Reporte Pts Reb Asts | Estadísticas (18) Jordan Williams (11) Joshua Ibarra (3) Gelvis Solano | Pabellón: Auditorio José María Arteaga |  |

| 10 de diciembre de 2022 | Honey Badgers                                                                | 82–94                | Real Estelí                                                       | Querétaro                              |  |
|                         | Parciales: 28–20, 13–19, 14–34, 27-21                                        |                      |                                                                   |                                        |  |
|                         | Estadísticas Jahvon Henry-Blair (20) Sean Miller-Moore (3) Gelvis Solano (7) | Reporte Pts Reb Asts | Estadísticas (27) Jared Ruíz (13) Jared Ruíz (3) Jezreel De Jesús | Pabellón: Auditorio José María Arteaga |  |

| 11 de diciembre de 2022 | Libertadores                                                          | 98–87                | Real Estelí                                                        | Querétaro                              |  |
|                         | Parciales: 26-16, 32–23, 22–22, 18-26                                 |                      |                                                                    |                                        |  |
|                         | Estadísticas Branden Frazier (29) Ismael Romero (9) Ismael Romero (5) | Reporte Pts Reb Asts | Estadísticas (22) Thomas Robinson (11) Emmy Andujar (5) Jared Ruíz | Pabellón: Auditorio José María Arteaga |  |

Segunda ventana
| 16 de enero de 2023 | Real Estelí                                                                 | 98–84                | Libertadores                                                           | Managua                                 |  |
|                     | Parciales: 20–18, 24–17, 27–19, 27-30                                       |                      |                                                                        |                                         |  |
|                     | Estadísticas Jezreel De Jesús (29) Thomas Robinson (13) Davon Jefferson (7) | Reporte Pts Reb Asts | Estadísticas (30) Ismael Romero (11) Ismael Romero (4) Branden Frazier | Pabellón: Polideportivo Alexis Argüello |  |

| 17 de enero de 2023 | Libertadores                                                      | 106–90               | Honey Badgers                                                       | Managua                                 |  |
|                     | Parciales: 30–27, 28–15, 22–25, 26-23                             |                      |                                                                     |                                         |  |
|                     | Estadísticas Branden Frazier (25) Juan Tello (11) Paul Stoll (10) | Reporte Pts Reb Asts | Estadísticas (15) Joshua Ibarra (8) Joshua Ibarra (6) Gelvis Solano | Pabellón: Polideportivo Alexis Argüello |  |

| 18 de enero de 2023 | Real Estelí                                                             | 109–93               | Honey Badgers                                                             | Managua                                 |  |
|                     | Parciales: 26–13, 28–33, 28–18, 27-29                                   |                      |                                                                           |                                         |  |
|                     | Estadísticas Thomas Robinson (33) Thomas Robinson (13) Tu Holloway (10) | Reporte Pts Reb Asts | Estadísticas (25) Rayvonte Rice (9) Steve Taylor Jr. (5) Steve Taylor Jr. | Pabellón: Polideportivo Alexis Argüello |  |

Tercera ventana
| 7 de febrero de 2023 | Honey Badgers                                                                 | 93–99                | Real Estelí                                                                | Brampton             |  |
|                      | Parciales: 18–33, 24–25, 27–20, 24-21                                         |                      |                                                                            |                      |  |
|                      | Estadísticas Jahvon Henry-Blair (24) Elijah Lufile (10) Sean Miller-Moore (4) | Reporte Pts Reb Asts | Estadísticas (25) Jezreel De Jesús (9) Thomas Robinson (6) Thomas Robinson | Pabellón: CAA Centre |  |

| 8 de febrero de 2023 | Real Estelí                                                             | 90–101               | Libertadores                                                          | Brampton             |  |
|                      | Parciales: 21–30, 29–24, 19–23, 21-24                                   |                      |                                                                       |                      |  |
|                      | Estadísticas Jezreel De Jesús (23) Davon Jefferson (11) Tu Holloway (8) | Reporte Pts Reb Asts | Estadísticas (19) Ismael Romero (9) Ismael Romero (5) Branden Frazier | Pabellón: CAA Centre |  |

| 9 de febrero de 2023 | Honey Badgers                                                           | 86–107               | Libertadores                                                           | Brampton             |  |
|                      | Parciales: 14–25, 22–21, 28–24, 22-37                                   |                      |                                                                        |                      |  |
|                      | Estadísticas Elijah Lufile (19) Elijah Lufile (8) Sean Miller-Moore (5) | Reporte Pts Reb Asts | Estadísticas (26) Ismael Romero (11) Ismael Romero (7) Branden Frazier | Pabellón: CAA Centre |  |

### Grupo B[6]
| Pos. | Equipo   | Pts | PJ | PG | PP | PF  | PC  | Dif  |
| ---- | -------- | --- | -- | -- | -- | --- | --- | ---- |
| 1.   | Quimsa   | 11  | 6  | 5  | 1  | 523 | 481 | 42   |
| 2.   | Minas TC | 9   | 6  | 3  | 3  | 533 | 473 | 60   |
| 3.   | Biguá    | 7   | 6  | 1  | 5  | 451 | 553 | -102 |

|  | Clasificados a la siguiente fase del torneo. |

Primera ventana
| 12 de diciembre de 2022 | Biguá                                                         | 75–93                | Minas TC                                                                    | Montevideo                |  |
|                         | Parciales: 22–26, 23–33, 20–18, 10–16                         |                      |                                                                             |                           |  |
|                         | Estadísticas Donald Sims (22) Victor Rudd (9) Victor Rudd (4) | Reporte Pts Reb Asts | Estadísticas (22) Shaquille Johnson (7) Shaquille Johnson (6) Alexey Borges | Pabellón: Palacio Peñarol |  |

| 13 de diciembre de 2022 | Minas TC                                                          | 93–95                | Quimsa                                                                    | Montevideo                |  |
|                         | Parciales: 15–15, 28–34, 20–18, 30-28                             |                      |                                                                           |                           |  |
|                         | Estadísticas Wesley Ferreira (24) Renan Lenz (7) Alexy Borges (8) | Reporte Pts Reb Asts | Estadísticas (27) Brandon Robinson (8) Eric Anderson Jr (5) Juan Brussino | Pabellón: Palacio Peñarol |  |

| 14 de diciembre de 2022 | Biguá                                                             | 73–88                | Quimsa                                                                   | Montevideo                |  |
|                         | Parciales: 24–17, 15–20, 13–22, 21-29                             |                      |                                                                          |                           |  |
|                         | Estadísticas Victor Rudd (24) Luis Santos (11) Santiago Vidal (4) | Reporte Pts Reb Asts | Estadísticas (15) Brandon Robinson (7) Fabián Ramírez (5) Fabián Ramírez | Pabellón: Palacio Peñarol |  |

Segunda ventana
| 16 de enero de 2023 | Minas TC                                                                  | 74–86                | Quimsa                                                                       | Belo Horizonte                    |  |
|                     | Parciales: 13–23, 21–24, 24–17, 16-22                                     |                      |                                                                              |                                   |  |
|                     | Estadísticas Wesley Ferrerira (19) Wesley Ferrerira (6) Alexey Borges (8) | Reporte Pts Reb Asts | Estadísticas (19) Brandon Robinson (7) Eric Anderson Jr (4) Eric Anderson Jr | Pabellón: Arena Minas Tênis Clube |  |

| 17 de enero de 2023 | Quimsa                                                                   | 83–102               | Biguá                                                              | Belo Horizonte                    |  |
|                     | Parciales: 22–24, 24–23, 17–26, 20-29                                    |                      |                                                                    |                                   |  |
|                     | Estadísticas Fabián Ramírez (26) Eric Anderson Jr (6) Franco Baralle (9) | Reporte Pts Reb Asts | Estadísticas (30) Victor Rudd (10) Victor Rudd (14) Santiago Vidal | Pabellón: Arena Minas Tênis Clube |  |

| 18 de enero de 2023 | Minas TC                                                                  | 90–61                | Biguá                                                           | Belo Horizonte                    |  |
|                     | Parciales: 24–17, 23–14, 21–14, 22-16                                     |                      |                                                                 |                                   |  |
|                     | Estadísticas Shaquille Johnson (20) Felipe Vezaro (12) Alexey Borges (10) | Reporte Pts Reb Asts | Estadísticas (32) Luis Santos (12) Luis Santos (6) Martín Rojas | Pabellón: Arena Minas Tênis Clube |  |

Tercera ventana
| 3 de febrero de 2023 | Quimsa                                                                   | 88–67                | Biguá                                          | Santiago del Estero                             |  |
|                      | Parciales: 28–11, 12–24, 21–17, 27-15                                    |                      |                                                |                                                 |  |
|                      | Estadísticas Franco Baralle (24) Brandon Robinson (8) Franco Baralle (3) | Reporte Pts Reb Asts | Estadísticas (16) Luis Santos (6) Martín Rojas | Pabellón: Estadio Ciudad de Santiago del Estero |  |

| 4 de febrero de 2023 | Biguá                                                         | 73–111               | Minas TC                                                                    | Santiago del Estero                             |  |
|                      | Parciales: 17–21, 17–38, 20–23, 19-29                         |                      |                                                                             |                                                 |  |
|                      | Estadísticas Luis Santos (22) Luis Santos (9) Victor Rudd (6) | Reporte Pts Reb Asts | Estadísticas (27) Shaquille Johnson (8) Wesley Ferreira (10) Lucas Faggiano | Pabellón: Estadio Ciudad de Santiago del Estero |  |

| 5 de febrero de 2023 | Quimsa                                                                   | 83–72                | Minas TC                                                                | Santiago del Estero                             |  |
|                      | Parciales: 27–17, 14–22, 23–17, 19-16                                    |                      |                                                                         |                                                 |  |
|                      | Estadísticas Brandon Robinson (29) Fabián Ramírez (8) Franco Baralle (4) | Reporte Pts Reb Asts | Estadísticas (24) Wesley Ferreira (7) Wesley Ferreira (9) Alexey Borges | Pabellón: Estadio Ciudad de Santiago del Estero |  |

### Grupo C[7]
| Pos. | Equipo    | Pts | PJ | PG | PP | PF  | PC  | Dif |
| ---- | --------- | --- | -- | -- | -- | --- | --- | --- |
| 1.   | Flamengo  | 11  | 6  | 5  | 1  | 540 | 394 | 146 |
| 2.   | Peñarol   | 8   | 6  | 2  | 4  | 412 | 503 | -91 |
| 3.   | Instituto | 8   | 6  | 2  | 4  | 420 | 475 | -55 |

|  | Clasificados a la siguiente fase del torneo. |

Primera ventana
| 12 de diciembre de 2022 | Peñarol                                                            | 64–56                | Instituto                                                                   | Montevideo                |  |
|                         | Parciales: 12–12, 20–13, 16–16, 16-15                              |                      |                                                                             |                           |  |
|                         | Estadísticas Charles Thomas (22) Lee Roberts (10) Juan Zanotta (5) | Reporte Pts Reb Asts | Estadísticas (16) Tayavek Gallizzi (7) Tayavek Gallizzi (4) Leandro Vildoza | Pabellón: Palacio Peñarol |  |

| 13 de diciembre de 2022 | Flamengo                                                               | 81–89                | Instituto                                                               | Montevideo                |  |
|                         | Parciales: 21–21, 23–23, 12–21, 25-24                                  |                      |                                                                         |                           |  |
|                         | Estadísticas Guilherme Deodato (20) José Vildoza (6) Martín Cuello (5) | Reporte Pts Reb Asts | Estadísticas (22) Nicolás Romano (5) Nicolás Romano (4) Leandro Vildoza | Pabellón: Palacio Peñarol |  |

| 14 de diciembre de 2022 | Peñarol                                                          | 67–94                | Flamengo                                                                 | Montevideo                |  |
|                         | Parciales: 16–25, 18–24, 17–23, 16-22                            |                      |                                                                          |                           |  |
|                         | Estadísticas CharlesThomas (12) José Mayora (4) Juan Zanotta (4) | Reporte Pts Reb Asts | Estadísticas (18) José Vildoza (9) Rafael Hettsheimeir (8) Martín Cuello | Pabellón: Palacio Peñarol |  |

Segunda ventana
| 13 de enero de 2023 | Flamengo                                                                    | 103–47               | Peñarol                                                                    | Río de Janeiro                   |  |
|                     | Parciales: 29–10, 19–22, 29–6, 26-9                                         |                      |                                                                            |                                  |  |
|                     | Estadísticas Lucas Martínez (23) Gabriel Galvanini (15) Nicolás Aguirre (9) | Reporte Pts Reb Asts | Estadísticas (8) José Mayora (4) Nicolás Borsellino (2) Nicolás Borsellino | Pabellón: Gimnasio Maracanãzinho |  |

| 14 de enero de 2023 | Instituto                                                                 | 80–89                | Peñarol                                                       | Río de Janeiro                   |  |
|                     | Parciales: 22–21, 13–18, 20–20, 25-30                                     |                      |                                                               |                                  |  |
|                     | Estadísticas Nicolás Romano (20) Tayavek Gallizzi (7) Nicolás Copello (4) | Reporte Pts Reb Asts | Estadísticas (21) Lee Roberts (8) Diego Pena (8) Juan Zanotta | Pabellón: Gimnasio Maracanãzinho |  |

| 15 de enero de 2023 | Flamengo                                                                  | 91–46                | Instituto                                                              | Río de Janeiro                   |  |
|                     | Parciales: 31–21, 11–8, 31–9, 18-8                                        |                      |                                                                        |                                  |  |
|                     | Estadísticas Lucas Martínez (14) Rafael Hettsheimeir (8) José Vildoza (8) | Reporte Pts Reb Asts | Estadísticas (7) Nicolás Romano (6) Nicolás Romano (3) Leandro Vildoza | Pabellón: Gimnasio Maracanãzinho |  |

Tercera ventana
| 6 de febrero de 2023 | Instituto                                                                 | 71–79                | Flamengo                                                             | Córdoba                          |  |
|                      | Parciales: 18–29, 16–18, 25–17, 12-15                                     |                      |                                                                      |                                  |  |
|                      | Estadísticas Nicolás Romano (17) Tayavek Gallizzi (10) Nicolás Romano (2) | Reporte Pts Reb Asts | Estadísticas (22) Martín Cuello (11) Martín Cuello (7) Martín Cuello | Pabellón: Gimnasio Ángel Sandrín |  |

| 7 de febrero de 2023 | Peñarol                                                          | 74–92                | Flamengo                                                            | Córdoba                          |  |
|                      | Parciales: 18–22, 22–24, 22–23, 12-23                            |                      |                                                                     |                                  |  |
|                      | Estadísticas Charles Thomas (26) Alex López (8) Juan Zanotta (5) | Reporte Pts Reb Asts | Estadísticas (19) José Vildoza (7) Rafa Mineiro (5) Carlos Olivinha | Pabellón: Gimnasio Ángel Sandrín |  |

| 8 de febrero de 2023 | Instituto                                                                   | 78–71                | Peñarol                                                        | Córdoba                          |  |
|                      | Parciales: 21–19, 16–20, 20–12, 21-20                                       |                      |                                                                |                                  |  |
|                      | Estadísticas Luciano González (17) Tayavek Gallizzi (6) Leandro Vildoza (4) | Reporte Pts Reb Asts | Estadísticas (14) Lee Roberts (8) Lee Roberts (6) Juan Zanotta | Pabellón: Gimnasio Ángel Sandrín |  |

### Grupo D[8]
| Pos. | Equipo                    | Pts | PJ | PG | PP | PF  | PC  | Dif |
| ---- | ------------------------- | --- | -- | -- | -- | --- | --- | --- |
| 1.   | Franca                    | 12  | 6  | 6  | 0  | 584 | 459 | 125 |
| 2.   | Universidad de Concepción | 8   | 6  | 2  | 4  | 500 | 533 | -33 |
| 3.   | Obras Basket              | 7   | 6  | 1  | 5  | 469 | 561 | -92 |

|  | Clasificados a la siguiente fase del torneo. |

Primera ventana
| 9 de diciembre de 2022 | U de C                                                                 | 92–106               | Franca                                                                    | Concepción                 |  |
|                        | Parciales: 15–33, 31–21, 28–29, 18-23                                  |                      |                                                                           |                            |  |
|                        | Estadísticas Jerry Evans Jr. (22) Derick Machado (8) Eugenio Bocaz (5) | Reporte Pts Reb Asts | Estadísticas (21) Lucas Mariano (15) Georginho De Paula (5) David Jackson | Pabellón: Casa del Deporte |  |

| 10 de diciembre de 2022 | Franca                                                                     | 104–87               | Obras                                                            | Concepción                 |  |
|                         | Parciales: 25-17, 27–36, 28–17, 24-17                                      |                      |                                                                  |                            |  |
|                         | Estadísticas Georginho De Paula (24) Luca Dias (12) Georginho De Paula (6) | Reporte Pts Reb Asts | Estadísticas (20) Juan Venegas (8) Luca Valussi (5) Juan Venegas | Pabellón: Casa del Deporte |  |

| 11 de diciembre de 2022 | U de C                                                                  | 92–97                | Obras                                                                   | Concepción                 |  |
|                         | Parciales: 16–27, 19–21, 31–19, 26-30                                   |                      |                                                                         |                            |  |
|                         | Estadísticas Reyshawn Terry (20) Jerry Evans Jr. (13) Eugenio Bocaz (8) | Reporte Pts Reb Asts | Estadísticas (19) Emiliano Serres (15) Emiliano Serres (7) Juan Venegas | Pabellón: Casa del Deporte |  |

Segunda ventana
| 13 de enero de 2023 | Obras                                                                    | 69–90                | U de C                                                                  | Buenos Aires                       |  |
|                     | Parciales: 17–18, 18–30, 19–17, 15-25                                    |                      |                                                                         |                                    |  |
|                     | Estadísticas Joaquín Rodríguez (21) Emiliano Serres (7) Pedro Barral (6) | Reporte Pts Reb Asts | Estadísticas (26) Reyshawn Terry (13) Jerry Evans Jr. (9) Eugenio Bocaz | Pabellón: Estadio Obras Sanitarias |  |

| 14 de enero de 2023 | U de C                                                               | 76–83                | Franca                                                                  | Buenos Aires                       |  |
|                     | Parciales: 19–21, 13–24, 24–15, 20-23                                |                      |                                                                         |                                    |  |
|                     | Estadísticas Eugenio Bocaz (28) Carlos Milano (10) Eugenio Bocaz (4) | Reporte Pts Reb Asts | Estadísticas (18) Lucas Dias (11) Georginho De Paula (7) Santiago Scala | Pabellón: Estadio Obras Sanitarias |  |

| 15 de enero de 2023 | Obras                                                                 | 76–83                | Franca                                                                         | Buenos Aires                       |  |
|                     | Parciales: 22–26, 18–15, 23–19, 13-23                                 |                      |                                                                                |                                    |  |
|                     | Estadísticas Joaquín Rodríguez (18) Jeff Solarin (6) Pedro Barral (7) | Reporte Pts Reb Asts | Estadísticas (21) David Jackson (10) Georginho De Paula (6) Georginho De Paula | Pabellón: Estadio Obras Sanitarias |  |

Tercera ventana
| 3 de febrero de 2023 | Franca                                                                    | 105–65               | Obras                                                                   | Franca                     |  |
|                      | Parciales: 24–20, 29–16, 30–15, 22-14                                     |                      |                                                                         |                            |  |
|                      | Estadísticas Georginho De Paula (20) Marcio Santos (8) Santiago Scala (6) | Reporte Pts Reb Asts | Estadísticas (12) Lautaro Berra (4) Lautaro Berra (3) Joaquín Rodríguez | Pabellón: Ginásio Pedrocão |  |

| 4 de febrero de 2023 | Obras                                                             | 75–87                | U de C                                                                    | Franca                     |  |
|                      | Parciales: 22–27, 23–18, 14–24, 16-18                             |                      |                                                                           |                            |  |
|                      | Estadísticas Pedro Barral (18) Lautaro Berra (7) Pedro Barral (4) | Reporte Pts Reb Asts | Estadísticas (20) Sebastián Carrasco (7) Lino Sáez (6) Sebastián Carrasco | Pabellón: Ginásio Pedrocão |  |

| 5 de febrero de 2023 | Franca                                                                    | 103–63               | U de C                                                               | Franca                     |  |
|                      | Parciales: 21–14, 32–20, 31–8, 19-21                                      |                      |                                                                      |                            |  |
|                      | Estadísticas Lucas Dias (22) Nicolás Fernandes (7) Georginho De Paula (6) | Reporte Pts Reb Asts | Estadísticas (19) Carlos Milano (13) Carlos Milano (3) Eugenio Bocaz | Pabellón: Ginásio Pedrocão |  |

## Segunda ronda

### Playoffs
|  | Cuartos de final | Cuartos de final | Cuartos de final | Cuartos de final |    |          | Semifinales | Semifinales | Semifinales |          |              | Final        | Final        | Final       |  |
|  | 4 - 12 de marzo  | 4 - 12 de marzo  | 4 - 12 de marzo  | 4 - 12 de marzo  |    |          | 14 de abril | 14 de abril | 14 de abril |          |              | 15 de abril  | 15 de abril  | 15 de abril |  |
|  |                  |                  |                  |                  |    |          |             |             |             |          |              |              |              |             |  |
|  |                  |                  |                  |                  |    |          |             |             |             |          |              |              |              |             |  |
|  | Libertadores     | Libertadores     | 78               | 84               |    |          |             |             |             |          |              |              |              |             |  |
|  | Libertadores     | Libertadores     | 78               | 84               |    |          |             |             |             |          |              |              |              |             |  |
|  | Minas TC         | Minas TC         | 98               | 93               |    |          |             |             |             |          |              |              |              |             |  |
|  | Minas TC         | Minas TC         | 98               | 93               |    | Minas TC | Minas TC    | 75          |             |          |              |              |              |             |  |
|  |                  |                  |                  |                  |    | Minas TC | Minas TC    | 75          |             |          |              |              |              |             |  |
|  |                  |                  | Flamengo         | Flamengo         | 80 |          |             |             |             |          |              |              |              |             |  |
|  | Flamengo         | Flamengo         | Flamengo         | Flamengo         | 80 | 92       | 88          |             |             |          |              |              |              |             |  |
|  | Flamengo         | Flamengo         |                  |                  |    |          |             |             |             |          |              |              |              |             |  |
|  | U de C           | U de C           | 64               | 86               |    |          |             |             |             |          |              |              |              |             |  |
|  | U de C           | U de C           | 64               | 86               |    |          |             |             |             |          | Flamengo     | Flamengo     | 79           |             |  |
|  |                  |                  |                  |                  |    |          |             |             |             |          | Flamengo     | Flamengo     | 79           |             |  |
|  |                  |                  | Franca           | Franca           | 88 |          |             |             |             |          |              |              |              |             |  |
|  | Quimsa           | Quimsa           | Franca           | Franca           | 88 | 94       | 103         |             |             |          |              |              |              |             |  |
|  | Quimsa           | Quimsa           |                  |                  |    |          |             |             |             |          |              |              |              |             |  |
|  | Real Estelí      | Real Estelí      | 86               | 67               |    |          |             |             |             |          |              |              |              |             |  |
|  | Real Estelí      | Real Estelí      | 86               | 67               |    | Quimsa   | Quimsa      | 73          |             |          | Tercer lugar | Tercer lugar | Tercer lugar |             |  |
|  |                  |                  |                  |                  |    | Quimsa   | Quimsa      | 73          |             |          | Tercer lugar | Tercer lugar | Tercer lugar |             |  |
|  |                  |                  | Franca           | Franca           | 91 |          |             |             |             |          |              |              |              |             |  |
|  | Franca           | Franca           | Franca           | Franca           | 91 | 91       | 87          |             |             | Minas TC | Minas TC     | 94           |              |             |  |
|  | Franca           | Franca           |                  |                  |    |          |             |             |             | Minas TC | Minas TC     | 94           |              |             |  |
|  | Peñarol          | Peñarol          | 84               | 72               |    |          |             |             |             |          |              | Quimsa       | Quimsa       | 81          |  |
|  | Peñarol          | Peñarol          | 84               | 72               |    |          |             |             |             |          |              | Quimsa       | Quimsa       | 81          |  |
|  |                  |                  |                  |                  |    |          |             |             |             |          |              |              |              |             |  |

### Cuartos de final

##### Libertadores de Querétaro vs. Minas TC
| 4 de marzo de 2023 | Minas TC                                                                   | 98–78                | Libertadores                                                           | Belo Horizonte                    |  |
|                    | Parciales: 28-13, 20-21, 23-17, 27-27                                      |                      |                                                                        |                                   |  |
|                    | Estadísticas Alexey Borges (22) Alexey Paranhos (11) Shaquille Johnson (7) | Reporte Pts Reb Asts | Estadísticas (17) Elijah Holman (10) Ismael Romero (5) Jorge Gutiérrez | Pabellón: Arena Minas Tênis Clube |  |

| 8 de marzo de 2023 | Libertadores                                                           | 84–93                | Minas TC                                                                    | Querétaro                              |  |
|                    | Parciales: 15-28, 21-28, 29-14, 19-23                                  |                      |                                                                             |                                        |  |
|                    | Estadísticas Ismael Romero (30) Ismael Romero (10) Jorge Gutiérrez (4) | Reporte Pts Reb Asts | Estadísticas (21) Shaquille Johnson (8) Alexey Borges (8) Shaquille Johnson | Pabellón: Auditorio José María Arteaga |  |

##### Flamengo vs. Universidad de Concepción
| 5 de marzo de 2023 | U de C                                                                   | 64–92                | Flamengo                                                           | Concepción                 |  |
|                    | Parciales: 14-21, 17-24, 20-29, 13-18                                    |                      |                                                                    |                            |  |
|                    | Estadísticas Eugenio Bocaz (19) Eugenio Bocaz (9) Sebastián Carrasco (5) | Reporte Pts Reb Asts | Estadísticas (22) Martín Cuello (8) Rafa Mineiro (7) Martín Cuello | Pabellón: Casa del Deporte |  |

| 9 de marzo de 2023 | Flamengo                                                           | 88–86                | U de C                                                                     | Río de Janeiro                   |  |
|                    | Parciales: 12-21, 20-23, 26-24, 30-18                              |                      |                                                                            |                                  |  |
|                    | Estadísticas R. Fischer (19) Gabriel Galvanini (12) R. Fischer (8) | Reporte Pts Reb Asts | Estadísticas (23) Jerry Evans Jr. (12) Miles Bownman Jr. (6) Eugenio Bocaz | Pabellón: Gimnasio Maracanãzinho |  |

##### Quimsa vs. Real Estelí
| 6 de marzo de 2023 | Real Estelí                                                            | 86–94                | Quimsa                                                                    | Managua                                 |  |
|                    | Parciales: 20-28, 13-28, 22-14, 31-24                                  |                      |                                                                           |                                         |  |
|                    | Estadísticas Tu Holloway (23) Thomas Robinson (10) Thomas Robinson (3) | Reporte Pts Reb Asts | Estadísticas (28) Brandon Robinson (8) Eric Anderson Jr (5) Juan Brussino | Pabellón: Polideportivo Alexis Argüello |  |

| 10 de marzo de 2023 | Quimsa                                                                  | 103–67               | Real Estelí                                                      | Santiago del Estero                             |  |
|                     | Parciales: 31-13, 26-14, 29-22, 17-18                                   |                      |                                                                  |                                                 |  |
|                     | Estadísticas Franco Baralle (16) Fabián Ramírez (9) Kevin Hernández (5) | Reporte Pts Reb Asts | Estadísticas (18) Jared Ruíz (6) Davon Jefferson (3) Tu Holloway | Pabellón: Estadio Ciudad de Santiago del Estero |  |

##### Franca vs. Peñarol
| 6 de marzo de 2023 | Peñarol                                                           | 84–91                | Franca                                                              | Montevideo                |  |
|                    | Parciales: 19-25, 19-23, 20-26, 26-17                             |                      |                                                                     |                           |  |
|                    | Estadísticas Lee Roberts (23) Charles Thomas (6) Juan Zanotta (7) | Reporte Pts Reb Asts | Estadísticas (26) Lucas Dias (10) Lucas Dias (6) Georginho De Paula | Pabellón: Palacio Peñarol |  |

| 11 de marzo de 2023 | Franca                                                                 | 87–72                | Peñarol                                                              | Franca                     |  |
|                     | Parciales: 20-22, 17-14, 29-21, 21-15                                  |                      |                                                                      |                            |  |
|                     | Estadísticas Lucas Mariano (21) Lucas Dias (13) Georginho De Paula (4) | Reporte Pts Reb Asts | Estadísticas (19) Charles Thomas (9) Charles Thomas (4) Juan Zanotta | Pabellón: Ginásio Pedrocão |  |

### Final Four

#### Semifinales
| 14 de abril de 2023 | Minas TC                                                                | 75–80                | Flamengo                                                                 | Franca                     |  |
|                     | Parciales: 22-15, 18-26, 20-22, 15-17                                   |                      |                                                                          |                            |  |
|                     | Estadísticas Alexey Borges (25) Shaquille Johnson (5) Alexey Borges (7) | Reporte Pts Reb Asts | Estadísticas (19) Martín Cuello (8) Gabril Galvanini (5) Ricardo Fischer | Pabellón: Ginásio Pedrocão |  |

| 14 de abril de 2023 | Quimsa                                                                    | 73–91                | Franca                                                                 | Franca                     |  |
|                     | Parciales: 20-20, 10-17, 27-25, 16-29                                     |                      |                                                                        |                            |  |
|                     | Estadísticas Brandon Robinson (24) Kevin Hernández (5) Fabián Ramírez (3) | Reporte Pts Reb Asts | Estadísticas (22) Lucas Mariano (11) Lucas Dias (6) Georginho De Paula | Pabellón: Ginásio Pedrocão |  |

#### Tercer lugar
| 15 de abril de 2023 | Minas TC                                                             | 94–81                | Quimsa                                                                     | Franca                     |  |
|                     | Parciales: 25-23, 24-16, 16-23, 29-19                                |                      |                                                                            |                            |  |
|                     | Estadísticas Alexey Borges (20) Lucas Faggiano (5) Alexey Borges (4) | Reporte Pts Reb Asts | Estadísticas (19) Fabián Ramírez (8) Eric Anderson Jr (4) Eric Anderson Jr | Pabellón: Ginásio Pedrocão |  |

#### Final
| 15 de abril de 2023 | Flamengo                                                                      | 79–88                | Franca                                                                   | Franca                     |  |
|                     | Parciales: 17-29, 21-20, 22-15, 19-24                                         |                      |                                                                          |                            |  |
|                     | Estadísticas Guilherme Deodato (25) Rafael Hettsheimeir (6) Martín Cuello (1) | Reporte Pts Reb Asts | Estadísticas (16) Lucas Mariano (7) Lucas Mariano (5) Georginho De Paula | Pabellón: Ginásio Pedrocão |  |

### Quinteto Ideal
- Base:  Alexéi Thiago Pereira Borges ( Minas TC)
- Escolta:  Martín Nicolás Cuello ( Flamengo)
- Alero:  George Lucas Alves de Paula ( Franca)
- Ala-pívot:  Lucas Dias Silva ( Franca)
- Pívot:  Lucas Fernandes Mariano ( Franca) MVP [17]